# Marie-Victoire Jaquotot
Marie-Victoire Jaquotot, née à Paris le 15 janvier 1772 et morte à Toulouse le 27 avril 1855, est une peintre sur porcelaine, miniaturiste et copiste française.
Elle est connue pour ses miniatures, tant sur ivoire que sur porcelaine. Sa peinture obtient les faveurs de Louis XVIII et Charles X et la fait nommer « Peintre du cabinet », puis « Premier peintre sur porcelaine, du Roi et de la Manufacture de Sèvres ».

## Biographie
Fille d'un greffier des audiences au Châtelet, Marie-Victoire Jaquotot naît à Paris le 15 janvier 1772.

### Les débuts
Elle fait son apprentissage auprès d'Étienne-Charles Le Guay,
vraisemblablement dans le cadre de la manufacture Dihl et Guérhard
où Le Guay travaille à cette époque.
Elle a 22 ans quand elle l'épouse en 1794.
En cette fin du XVIIIe siècle, la question de la pâte dure étant résolue depuis peu, reste celle de la conservation des couleurs lors de la cuisson. Jusque là, la plus grande difficulté pour le peintre sur céramique est la différence de couleur avant et après la cuisson ; seul un œil expérimenté peut jauger avant cuisson la nuance que va prendre la couleur après cuisson. 

Christophe Erasmus Dihl, âme de la production de la manufacture du même nom, met au point des couleurs pour céramique inaltérables à la cuisson. Son rapport sur le sujet en octobre
ou novembre
1797 à l'Institut National des Sciences et des Arts fait sensation et est publié en janvier 1798 dans le Journal de physique, de chimie, d'histoire naturelle et des arts. En 1800 Christophe Dihl lance avec Alexandre Brongniart, qui vient d'être nommé directeur de la manufacture de Sèvres, des séries importantes de couleurs fusibles. Cette même année, M.-V. Jaquotot entre comme peintre à la manufacture de porcelaine de Sèvres. Elle y est « peintre de figures », le rang le plus élevé (beaucoup de femmes de la manufacture sont « peintres de fleurs »).
Brongniart et Jaquotot partagent l'idée, une idée qu'ils élèvent qui plus est au rang de dogme, que la peinture sur porcelaine étant inaltérable, il faut transcrire sur porcelaine toute œuvre peinte sur un autre support : leur mission est de préserver le patrimoine et de transmettre à la postérité des peintures dans leur aspect « original ». Pour l'art, c'est la grande idée du moment, que l'on retrouve dans de nombreuses publications de l'époque.
Aussi, elle se voit comme un peintre d'histoire. L'Atala de Girodet par Jaquotot est exposé au magasin de la manufacture...
la Vierge au voile de Raphael par Jaquotot, et la table chinoise (celle qu'elle a décorée avec l'autre peintre ?) remarquées à l'expo de 1855... https://gallica.bnf.fr/ark:/12148/bpt6k314227/f94.image.r=Jaquotott
Dès 1801, elle réalise le portrait de Joséphine de Beauharnais, puis un nouveau portrait en 1809-1810 sur une tasse à chocolat (cette dernière, terminée quelques mois après le divorce de Joséphine et Napoléon, n'a pas quitté Sèvres où elle a directement rejoint la collection du musée),.
Entre 1803 et 1806, elle peint une partie du service de table Olympique (voir plus bas la section « Services »).
1808 : médaille d'or, première décernée pour une peinture sur porcelaine
1812 : la Vierge de Foligno et la Belle Jardinière exposés au M.R. (au Louvre ? trop tôt ? le salon ?)
En 1813-1814, elle peint une miniature sur porcelaine de Napoléon Ier que celui-ci achète pour l'offrir en cadeau à l'impératrice Joséphine.
1814 : Vierge à la Chaise et le portrait de Corvisard d'après Gérard exposés

### 1816: «Peintre du cabinet»
Son travail est remarqué par Louis XVIII (1814-1815, 1815-1824) le 25 juin 1816, lors d'un déjeuner organisé à la manufacture pour découvrir les étapes de la réalisation d'une œuvre. Ce jour-là, Alexandre Brongniart présente officiellement au roi Louis XVIII la copie qu'elle a réalisée de la Belle Jardinière de Raphaël, destinée à un service à déjeuner de Sèvres dit « des Grands Peintres ». Louis XVIII aurait alors déclaré : « Madame, si Raphaël vivait, vous le rendriez jaloux ». Le roi lui donne alors le titre de « Peintre du cabinet ».
Ce titre lui donne droit à une pension annuelle de 1 000 francs et lui permet d'ouvrir une école privée de peinture sur porcelaine pour une trentaine d'élèves, dont un atelier réservé aux femmes, où elle enseigne pendant environ vingt ans jusqu'en 1836.
La miniature de Marie-Antoinette qu'elle peint à Saint-Cloud en 1818, contribue à sa renommée.
1819 : la Vierge aux oeillets, la Vierge aux poissons, Portrait d'Henri IV exposés
Vers 1820[précision nécessaire], la manufacture de Sèvres développe son propre atelier de copie sur porcelaine au sein du musée du Louvre ; dans ce cadre, Marie-Victoire se fait progressivement connaître en tant que peintre copiste sur porcelaine. Elle travaille pour la manufacture de Sèvres jusqu'en 1846.
Elle a notamment pour élève Adélaïde-Félicité Hoguer[réf. nécessaire], Marie-Adélaïde Ducluzeau (Sainte Thérèse, musée de Sèvres) qui travaille aussi pour Sèvres, Élisa Restout...
En 1821 est exposée au Salon annuel de l'industrie la tabatière du roi Louis XVIII, à peine remarquée, et surtout ses 24 miniatures sur porcelaine par M.-V. Jaquotot, qui font sensation dans la presse de l'époque. La série de miniatures pour cette tabatière atteint finalement le nombre de 48 médaillons et la livraison des miniatures - ou du moins leur paiement - s'étend jusqu'en 1830 : le 20 janvier de cette année-là, quelque six mois avant la chute de Charles X, le musée royal paye à M.-V. Jaquotot « deux portraits sur porcelaine peints pour la tabatière du Roi, représentant l'un le Grand Condé, l'autre Charles XII, à raison de 1 500(...) pour une collection de portraits en porcelaine peints par Mme Jaquotot pour la tabatière du roi Charles X » (Charles X ayant apparemment adopté la tabatière de son frère Louis XVIII).
En 1822, Jaquotot cesse de travailler à Sèvres et se concentre sur l'atelier de la manufacture au Louvre, spécialisé dans les reproductions d'œuvres sur plaques de porcelaine. La Grande Sainte Famille et La Maîtresse du Titien sont exposés.
En 1824, la Corinne d'après Gérard, Catherine de Paré d'après Van der Werff, Anne de Boulen d'après Holbein sont exposés.
Brongniart l'envoie travailler d'après des originaux à Rome et à Florence, faisant parfois voyager les plaques de porcelaine peintes pour les cuire à la manufacture. Elle est probablement l'artiste la mieux payée de son temps. Ce qui ne l'empêche pas de demander en 1825 une nouvelle pension, appuyée par le duc de la Rochefoucauld ; mais Lourdoueix la refuse, arguant qu'elle reçoit déjà une pension et surtout que le paiements pour ses travaux sont conséquents :

« Du reste la position de Mme Jaquotot est fort loin d'exiger une augmentation dans les secours que le Roi accorde aux artistes… puisqu'elle travaille pour les Manufactures royales…elle obtient ordinairement par année pour vingt quatre mille francs de commandes, elle a aujourd'hui douze portraits du Roi à faire… elle a exécuté une copie de Psiché (sic) de Mr Gérard qui lui a été achetée dix huit mille francs… »

— Lettre de Lourdoueix à La Rochefoucauld, le 10 février 1825
1827 : Psyché et l'amour d'après Gérard, Danaé d'après Girodet exposés
Charles X (1824-1830) la nomme « Premier peintre sur porcelaine, du Roi et de la Manufacture de Sèvres » en 1828. La même année, le compositeur Jean Baptiste Léopold Désormery fait paraître un recueil de diverses pièces pour piano, dont cinq sont signées « Mme Jaquotot, Peintre du Roi »,,.

En 1829, Alexandre-Théodore Brongniart (1739-1813), administrateur de la manufacture de Sèvres, vante son talent dans un rapport adressé au vicomte de La Rochefoucault : 

« Mme Jaquotot, par ses études, par sa manière de sentir la peinture et surtout celle des grands maîtres, par ses travaux assidus et opiniâtres, par ses talents d'exécution qui ont accompagné et suivi ses dispositions naturelles, a produit des copies sur porcelaine d'une perfection telle qu'on n'avait rien à comparer dans ce qui avait été fait avant elle [...]. Mais si l'art de peindre sur porcelaine a fait d'immenses progrès, s'il s'est formé quelques Dames d'un talent distingué, si MM. Robert, Constantin, Béranger, etc. ont produit des peintures remarquables par leur genre de perfection, c'est à l'essor que Mme Jaquotot a donné à la peinture sur porcelaine, aux modèles presqu'inimitables qu'elle a mis sous les yeux du public et des artistes, à sa vérité pour elle-même, qu'on peut attribuer les efforts que les artistes que je viens de nommer et beaucoup d'autres encore ont fait pour produire, chacun dan leur genre, des peintures dignes d'être mises en parallèle de mérite avec celles de Mme Jaquotot. »

Lorsque cette même année 1829, dans Le Journal des artistes du 12 avril, Alexandre Lenoir (1761-1839) publie un article intitulé « Du talent des femmes dans l'art de peindre », il cite à deux reprises le nom de Marie-Victoire Jaquotot.
Elle obtient de Brongniart le privilège de peindre à domicile et mène un train de vie brillant, recevant dans son atelier les célébrités les plus en vue de son temps : Dominique-Vivant Denon (1747-1825), Georges Cuvier (1769-1832), Madame Récamier (1777-1849)...

### Déclin et mort

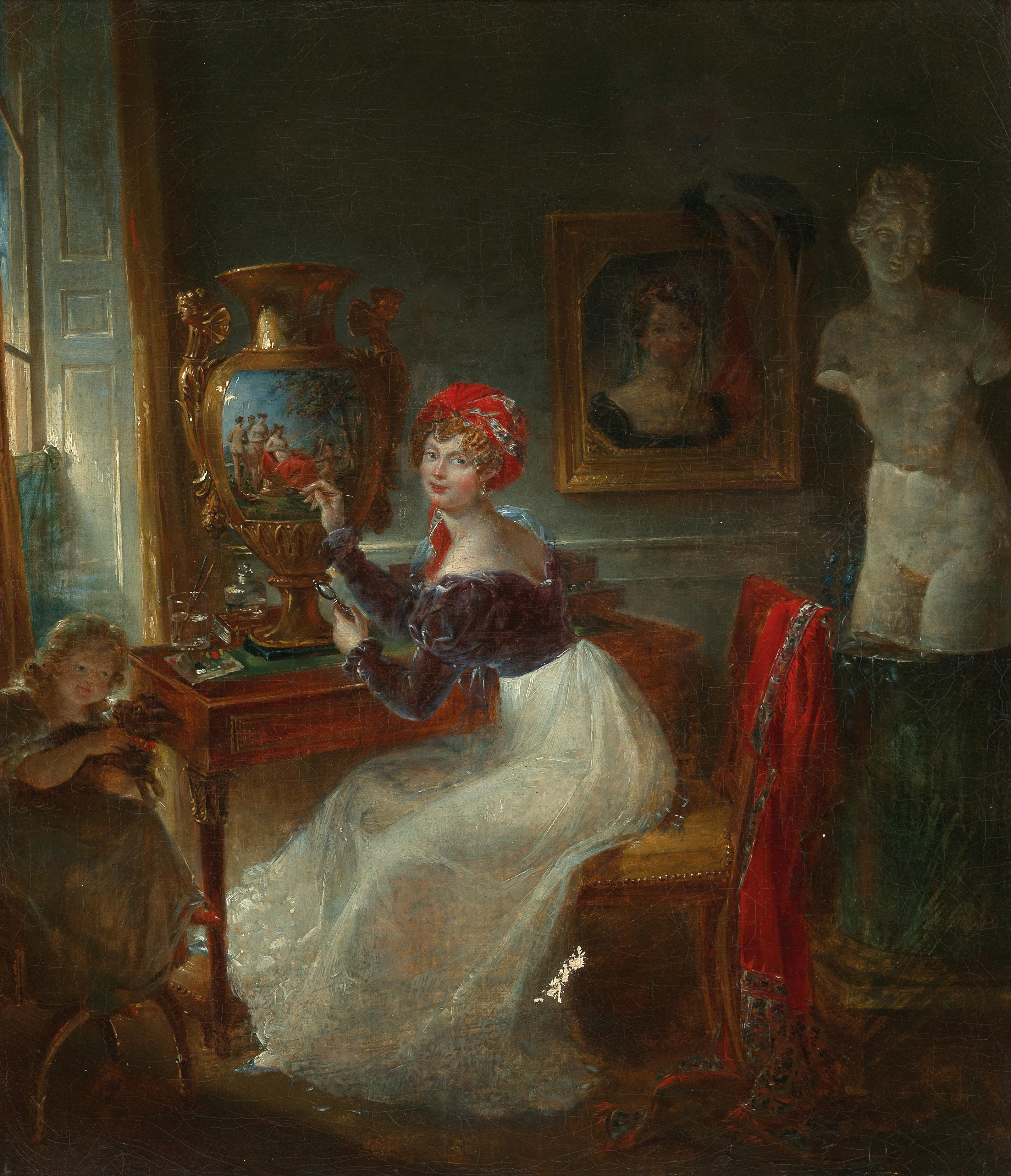
Marie-Victoire Jaquotot, Autoportrait, huile sur toile.

Après 1830, à la suite de la Révolution qui renverse Charles X au profit de Louis-Philippe, Marie-Victoire Jaquotot perd la faveur de la cour. Il lui est retiré jusqu'au privilège d'emprunter au Louvre des peintures originales pour les copier dans son atelier. Cependant la chute ne semble pas avoir été immédiate : parmi les commentaires sur le Salon de 1831, on lit encore que « Mme Jaquotot tient toujours le sceptre de la peinture sur porcelaine : la belle Ferronière, l'Atala et la Danaé, de Girodet, l'Espérance, d'après M. Gérard, sont des productions d'un mérite supérieur […] Mme Jaquotot a aussi exposé une collection de portraits historiques pour laquelle elle n'a épargné ni soins ni recherches, et qui est exécutée avec la rare perfection qu'on admire dans tous ses ouvrages ».
Marie-Victoire Jaquotot meurt le 27 avril 1855 à Toulouse. Elle est enterrée au cimetière de Terre-Cabade.

### Autoportraits et autres représentations

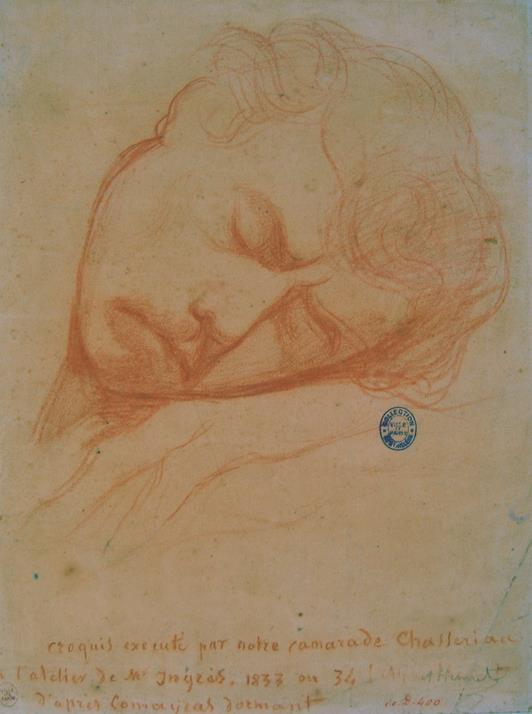
Comairas dormant dans l'atelier d'Ingres, dessin de Théodore Chassériau.

Elle a laissé plusieurs autoportraits.
L'un d'eux, une estompe à la mine de plomb et crayon noir avec rehauts de blanc, est au musée du Louvre (département des Arts graphiques) ; restauré en 2000, il a été utilisé au recto d'un feuillet publicitaire pour l'édition d'un guide des galeries de Versailles.
Une autre autoportrait se trouve à Sèvres.
Outre les autoportraits, plusieurs portraits d'elle ont été réalisés.
Celui sur céramique par Le Guay est reproduit par Nicolas-Jean Otthenin. 

Le Guay réalise un autre portrait en miniature, sur ivoire celui-là, qui la représente habillée en blanc assise sur un divan,. 

François Joseph Heim la fait figurer dans son grand tableau représentant la remise des récompenses le 15 janvier 1825 par Charles X aux artistes du Salon de 1824, une composition (huile sur toile, haut. 173 cm * larg. 256 cm) exposée au Salon de 1825 ; un dessin (crayons blanc (rehaut) et noir sur papier beige) de préparation pour ce tableau se trouve également au Louvre,.

Marie-Victoire Jaquotot, par Otthenin, d'après Le Guay. Nationalmuseum, Stockholm, Suède.

## Mariages, descendance

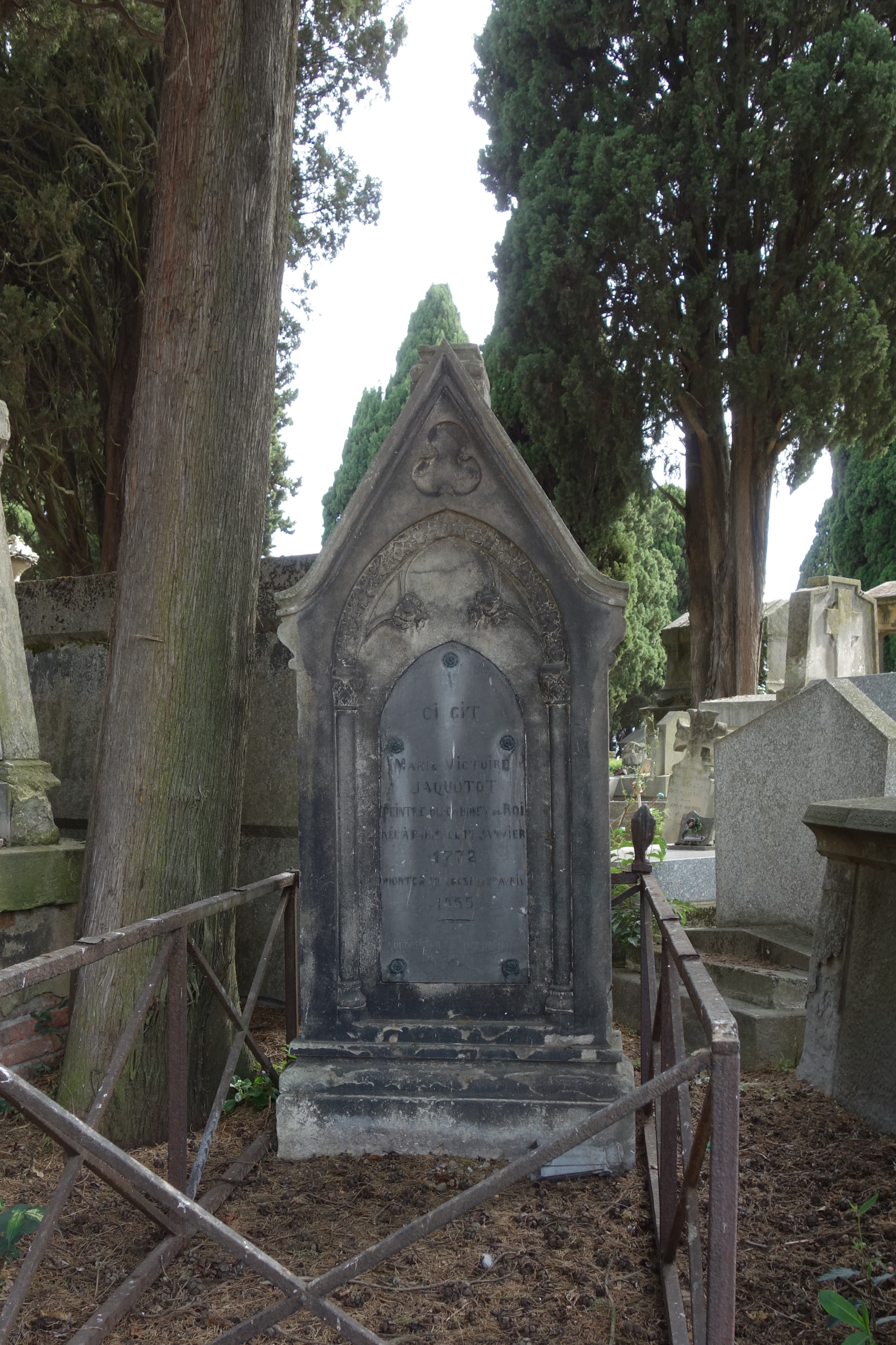
Sépulture de Marie-Victoire Jaquotot au cimetière de Terre-Cabade.

En 1794 (elle a 22 ans), Marie-Victoire Jaquotot devient la seconde épouse de son maître peintre Étienne-Charles Le Guay, lui-même miniaturiste renommé. À cette époque, Le Guay a déjà travaillé avec succès depuis plusieurs années pour la manufacture de porcelaine Dihl et Guérhard ; le couple est témoin au mariage de Christophe Dihl avec la veuve de Guérhard le 25 décembre 1797,. Mais la relation est orageuse et le divorce est prononcé en 1801. Marie-Victoire a ensuite une relation hors mariage avec l'architecte Jean-Bonaventure Comairas, avec qui elle a un fils en 1803, Philippe Comairas, futur peintre. Elle épouse Isidore Pinet en 1836.
À sa mort, en 1855, elle lègue sa collection d'art à son fils naturel Philippe Comairas.

## Œuvres

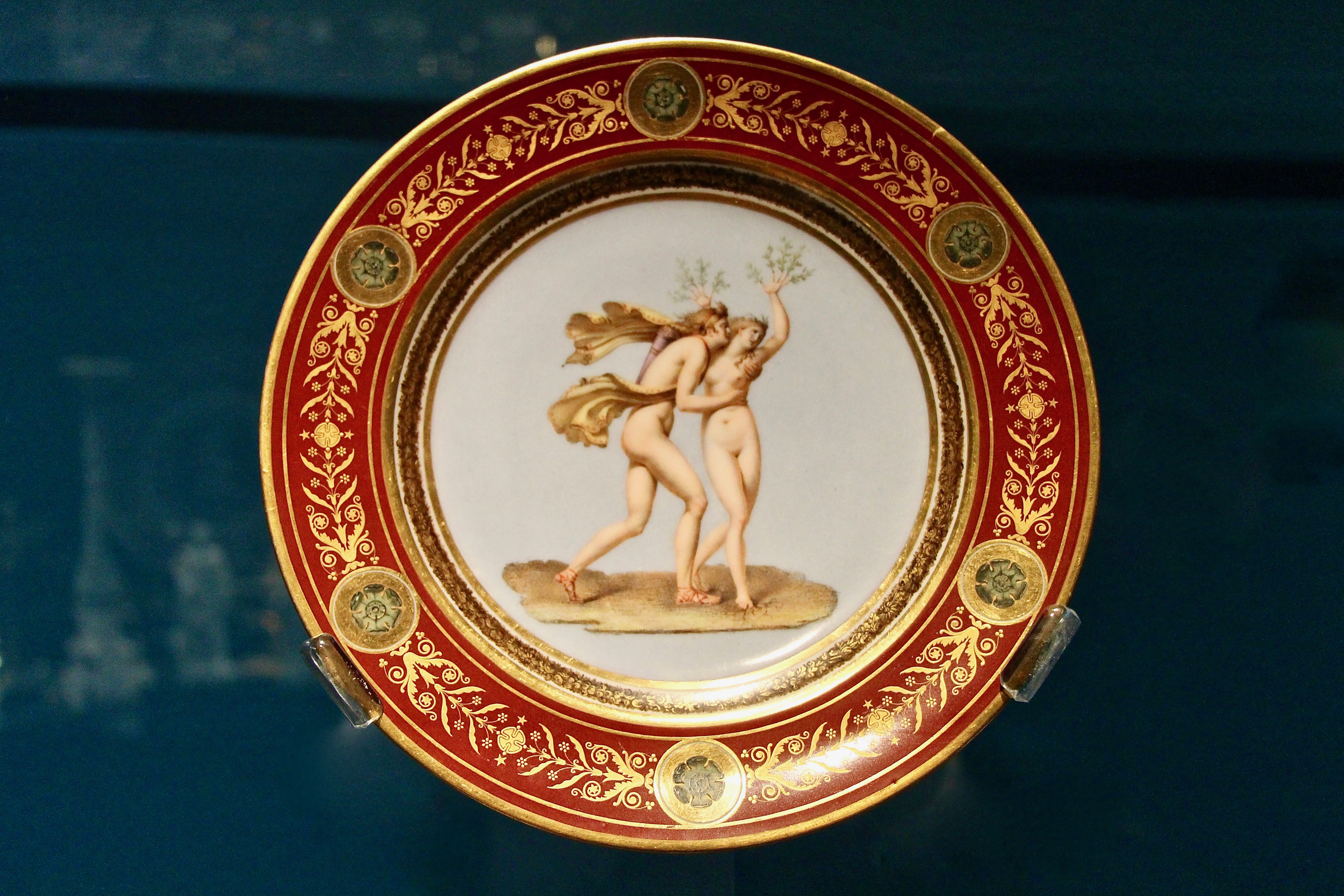
Apollon et Daphné (1806), assiette du service Olympique, musée de Sèvres.

### Services
- Cabaret[n 7] orné des portraits de la famille impériale, avec Pierre-André Le Guay, 1812[11], cadeau de Marie-Louise à Letizia Bonaparte[32].
- Service Olympique[n 2] : commencé semble-t-il en 1803, il est peint par Jean Georget et M.-V. Jaquotott. Livré aux Tuileries en 1807, il est utilisé le 23 août pour le mariage de Jérôme Bonaparte (le plus jeune frère de Napoléon, nommé roi de Westphalie le 8 juillet de cette année) avec Catherine de Würtemberg, fille du roi de Würtemberg et nièce du tsar de Russie. Puis Napoléon en fait cadeau au tsar Alexandre[33],[34].

### Reproduction sur porcelaines

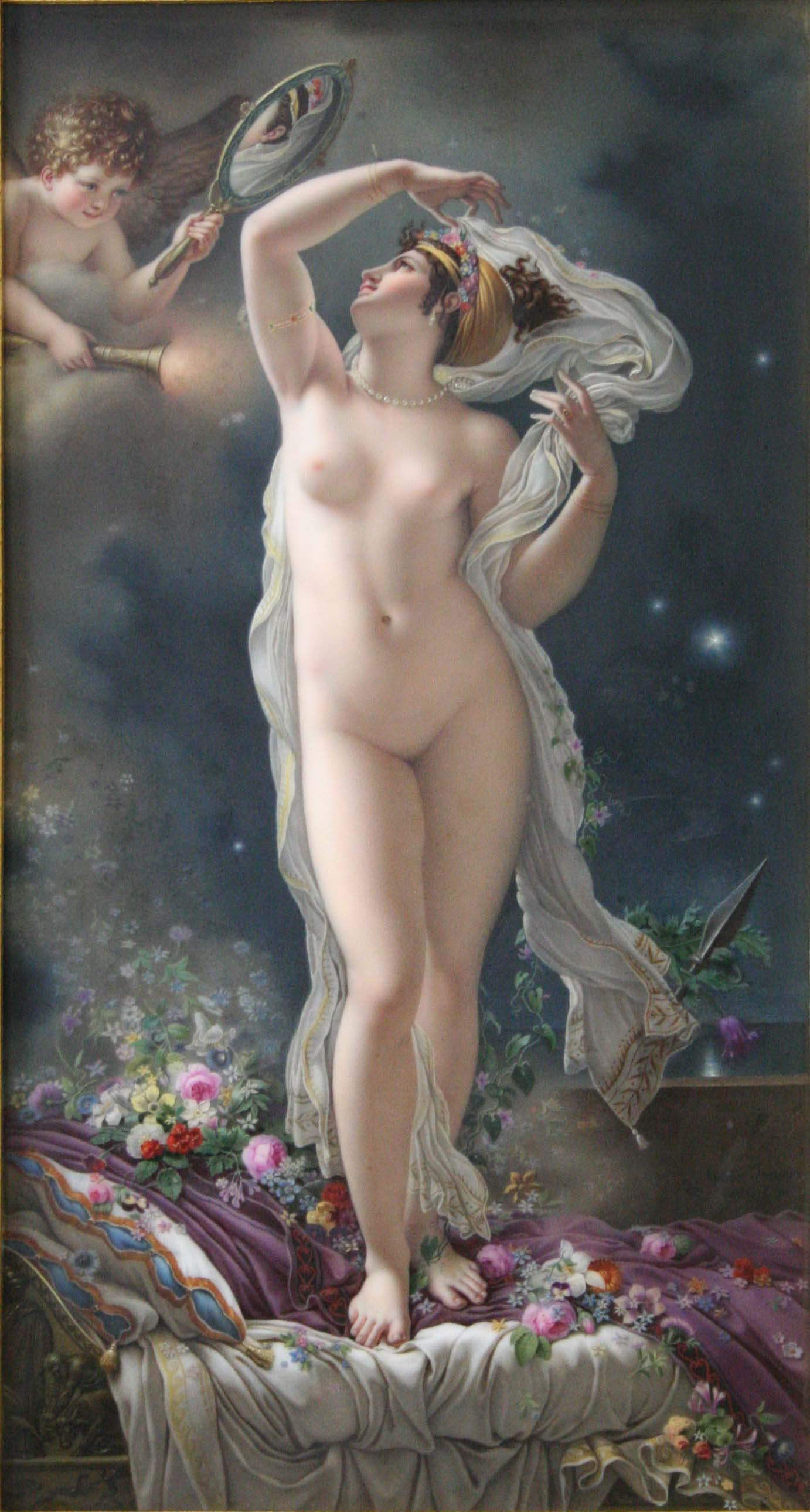
Danaé (1827) d'après Girodet, sur porcelaine. Montpellier, musée Fabre.

#### D'après Raphaël
- La Vierge à la chaise, 1812[35] ou 1814[13]
- La Belle Jardinière[15],[J 8], 1816, exposée au Salon de 1817[11], lui vaut les compliments de Louis XVIII[34]
- La Vierge au poisson, 1817[35]
- La Vierge aux œillets, 1819[35]
- La Sainte Famille[J 9],[35], 1825. Cette œuvre, sur plaque de porcelaine de 46 × 33,5 × 0,7 cm (hauteur x largeur x épaisseur), fait partie des collections du musée du Louvre depuis 1875 mais est en prêt au musée de Sèvres depuis le 22 mai 1924. S'inspirant du tableau La Grande Sainte Famille de François 1er (c. 1518), elle en porte l'indication avec l'inscription sur le manteau en bas : « RAPHAEL VRBINAS PINGEBAT M.D.X.VIII » et, comme l'original, l'inscription « ROMA » dans le manteau sur la droite de la Vierge. Elle est signée et datée en bas à gauche : "Victoire Jaquotot Paris. 1825"[36].
- La Vierge de Foligno (dite aussi Madone de Foligno), 1827[11]. Cette plaque ne reproduit que la partie supérieure de l'œuvre originelle (en 1836, Abraham Constantin fait une copie intégrale de cette dernière) : à l'époque, les nécessités techniques limitent encore les dimensions des plaques de support. La manière et les couleurs de cette œuvre sont tout à fait similaire aux ouvrages sortis de la manufacture de Sèvres, mais elle n'est mentionnée ni dans les archives de Sèvres ni dans les notices des Expositions des Manufactures royales. Le mot « Paris » est inscrit au revers de la plaque, suggérant que cette peinture a été exécutée hors de la manufacture — probablement dans l'atelier école parisien, pour le compte de l'artiste. Collection Comairas ; en dépôt à Sèvres depuis le 22 mai 1924. Exposée au Grand palais en 1984[J 10],[37].
- Le pape Jules II, 1840[38]
- sainte Cécile[39]

#### D'après d'autres peintres
- La Belle Ferronnière, reproduction d'après Vinci, 1812[35]
- La Maîtresse du Titien (La Femme au miroir), d'après Titien, 1822[35]
- L'Amour et Psyché, reproduction d'après François Gérard, 1822, exposée au Salon de 1824[11]
- Corinne au cap Misène'', d'après Gérard, exécuté vers 1824 selon Lajoix[11] mais la base de données Joconde indique que la pièce est signée et datée de 1873[J 11]
- La mort d'Attala (Atala au tombeau), d'après Girodet, 1824[11]
- Danaé, d'après Girodet, 1827[40]

Peintures sur porcelaine par Marie-Victoire Jaquotot
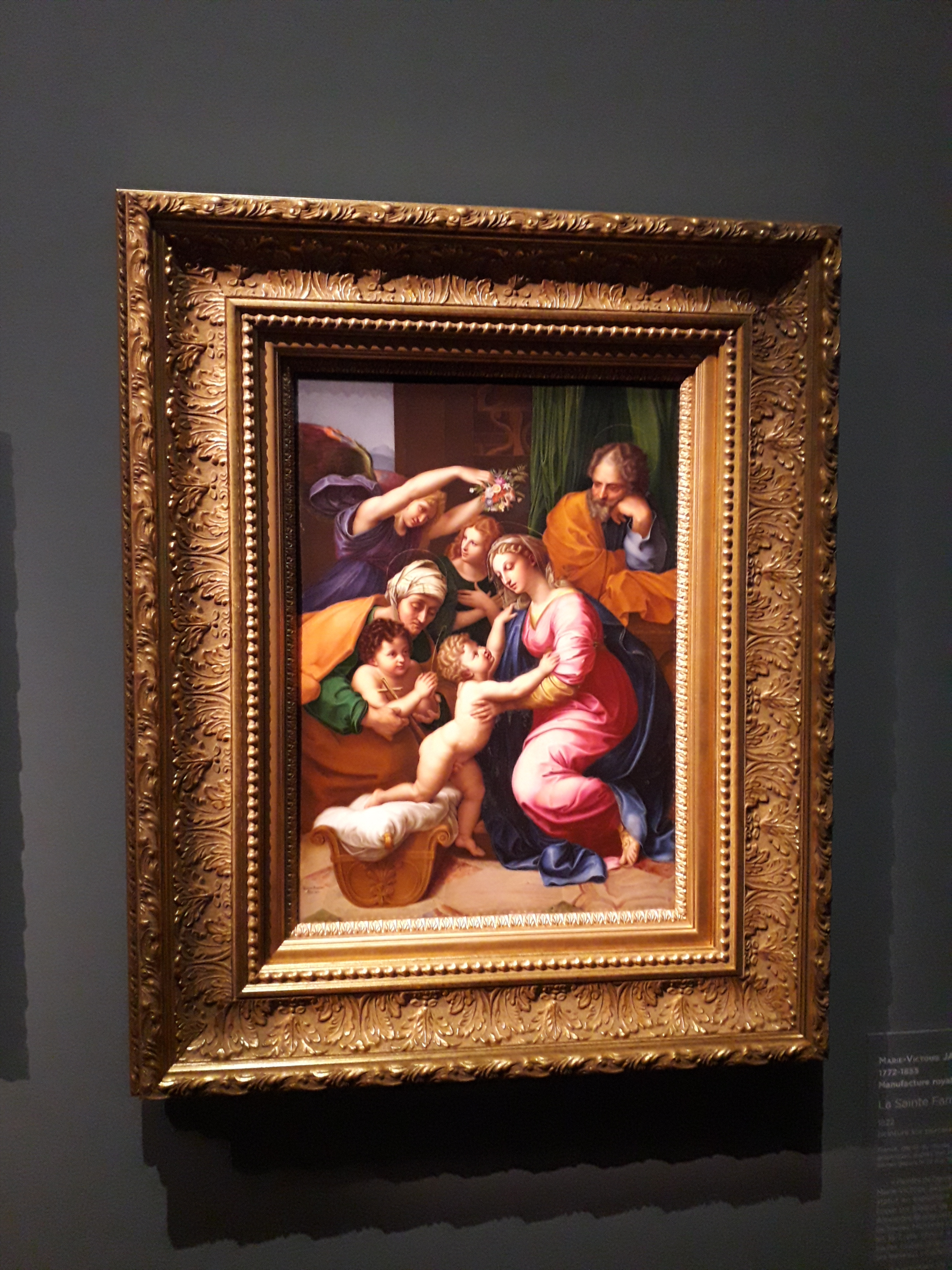
La Sainte Famille, d'après Raphaël (1825)[36]. musée de Sèvres (coll. du Louvre).
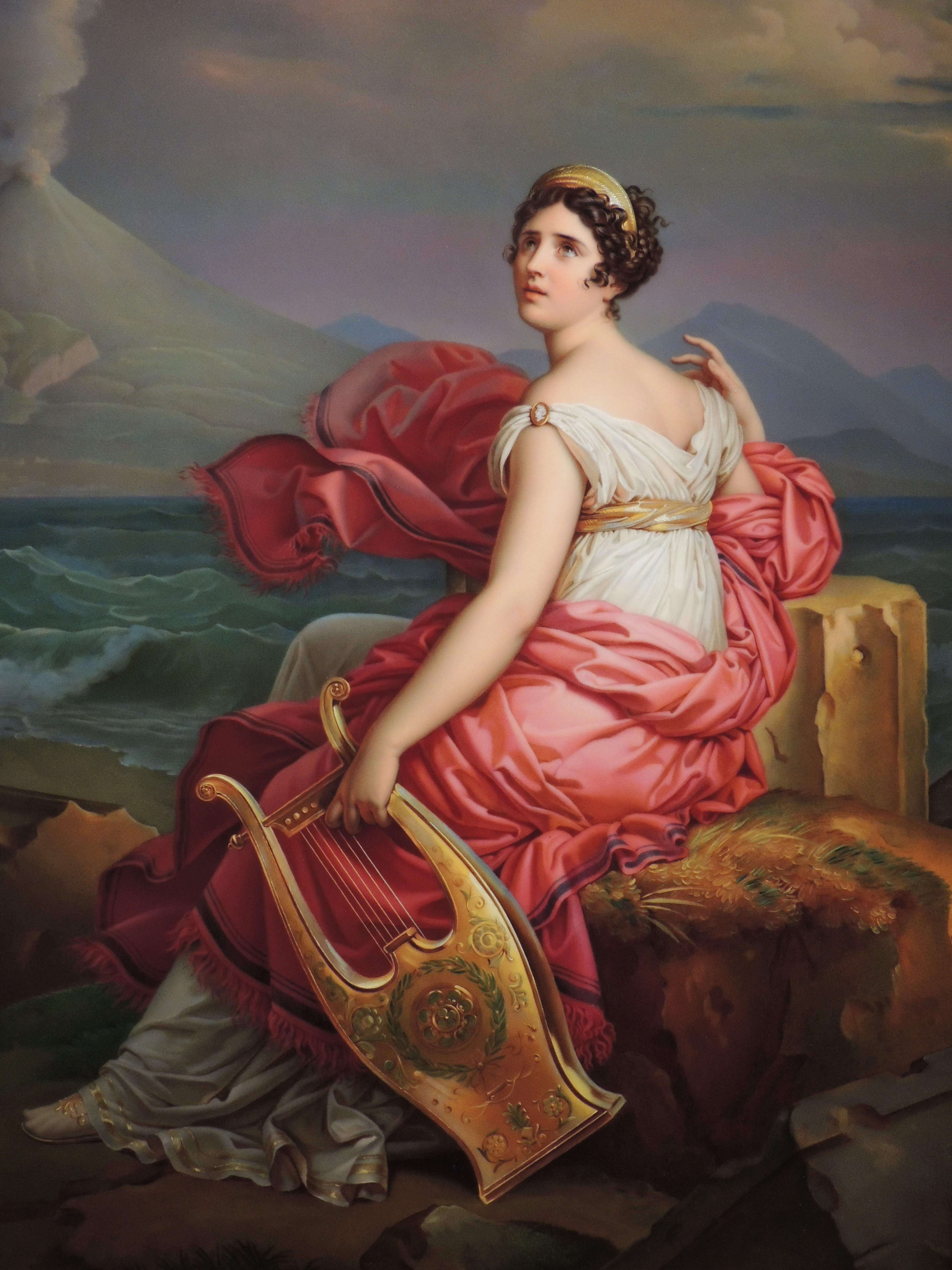
Corinne au cap Misène, d'après Gérard (1825). musée de Sèvres.
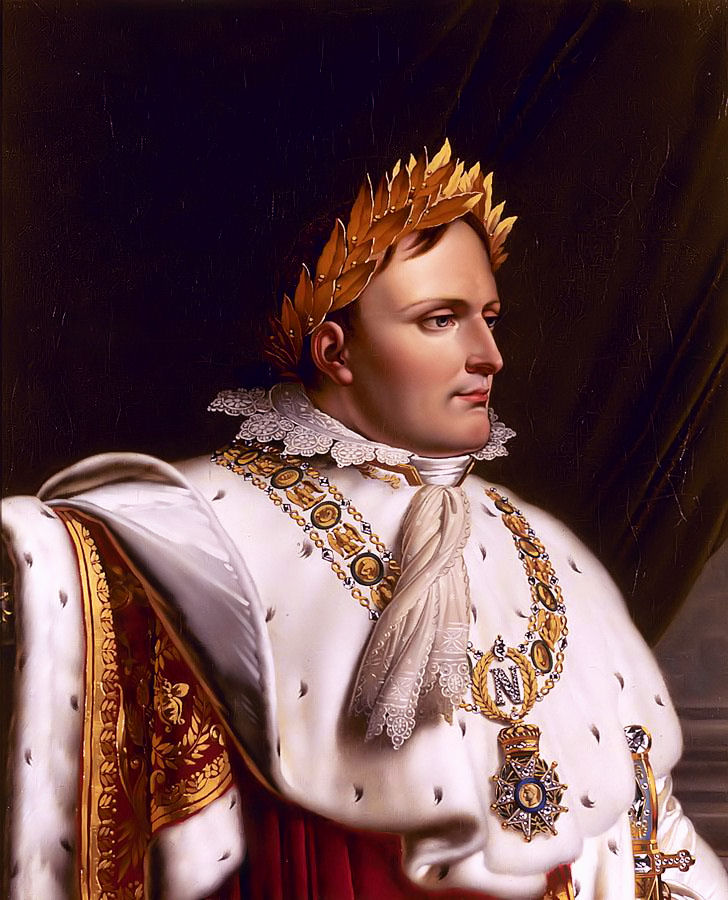
Napoléon, d'après Girodet (1833)[J 1].
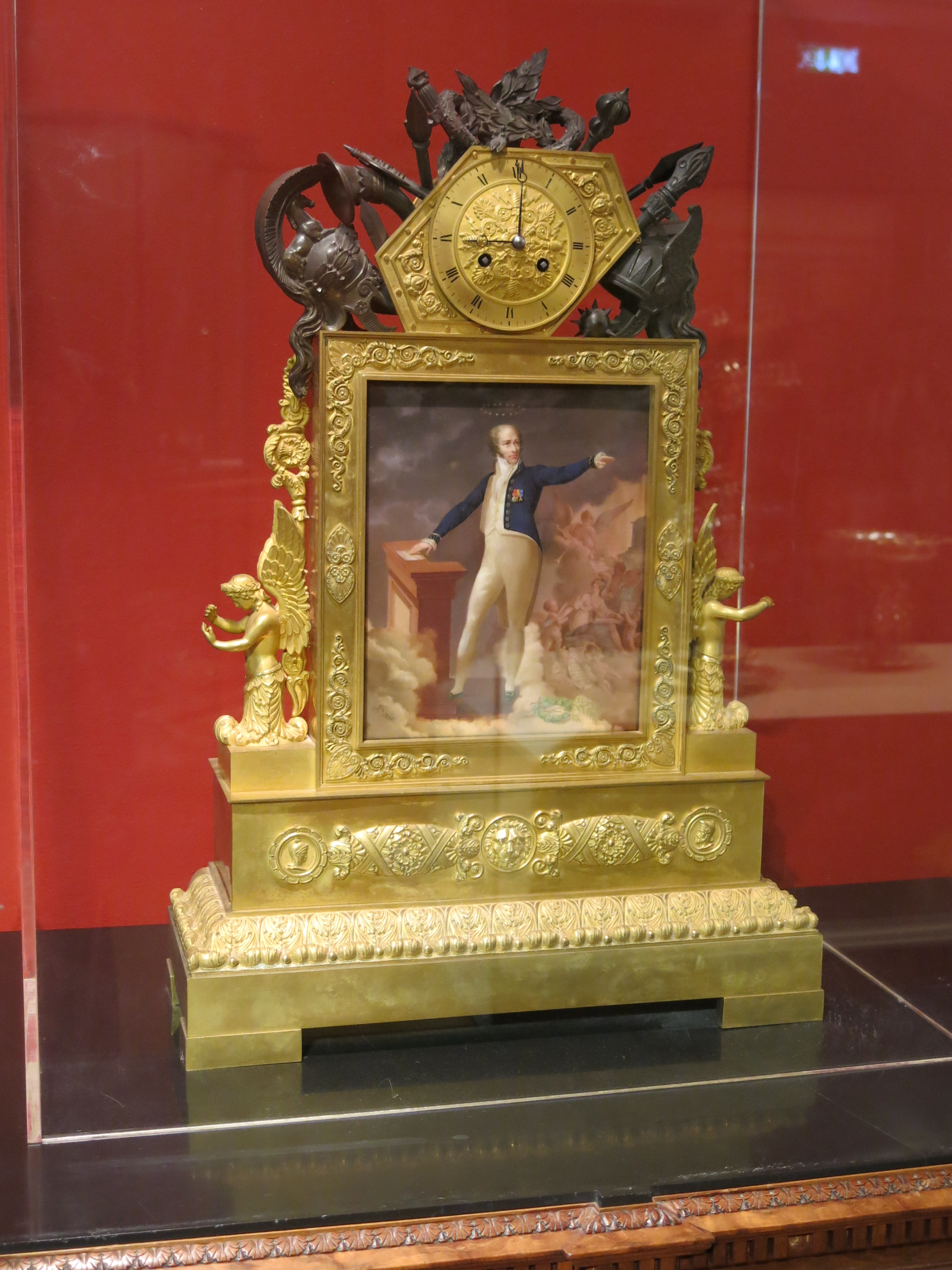
Le Général Foy, mouvement de pendule Lépine[41],[n 8].

### Portraits
- Maria Walewska, 1813[42]

D'après nature
Wellington, lady Darnley, comtesse de Woronzof, duchesse d'Orléans, duchesse de Berry, comtesse de Lorges, etc.
La tabatière de Louis XVIII
C'est l'œuvre la plus prestigieuse sortie des ateliers de Sèvres sous la Restauration. Marie-Victoire Jaquotot en a exécuté les 24 premières miniatures sur porcelaine, puis une deuxième série de 24 miniatures pour le même objet (48 miniatures au total). La tabatière a été perdue mais son coffre, conçu comme un médailler, comprend trois tablettes coulissantes portant chacune huit médaillons. Ces miniatures pouvaient aussi s'enchâsser sur le couvercle de la tabatière qui s'encastrait dans la partie interne du couvercle du coffre. Ce petit meuble se trouve au département des Objets d'art du musée du Louvre. Les vingt-quatre miniatures hors du coffret sont conservées au département des arts graphiques du même musée.
1810

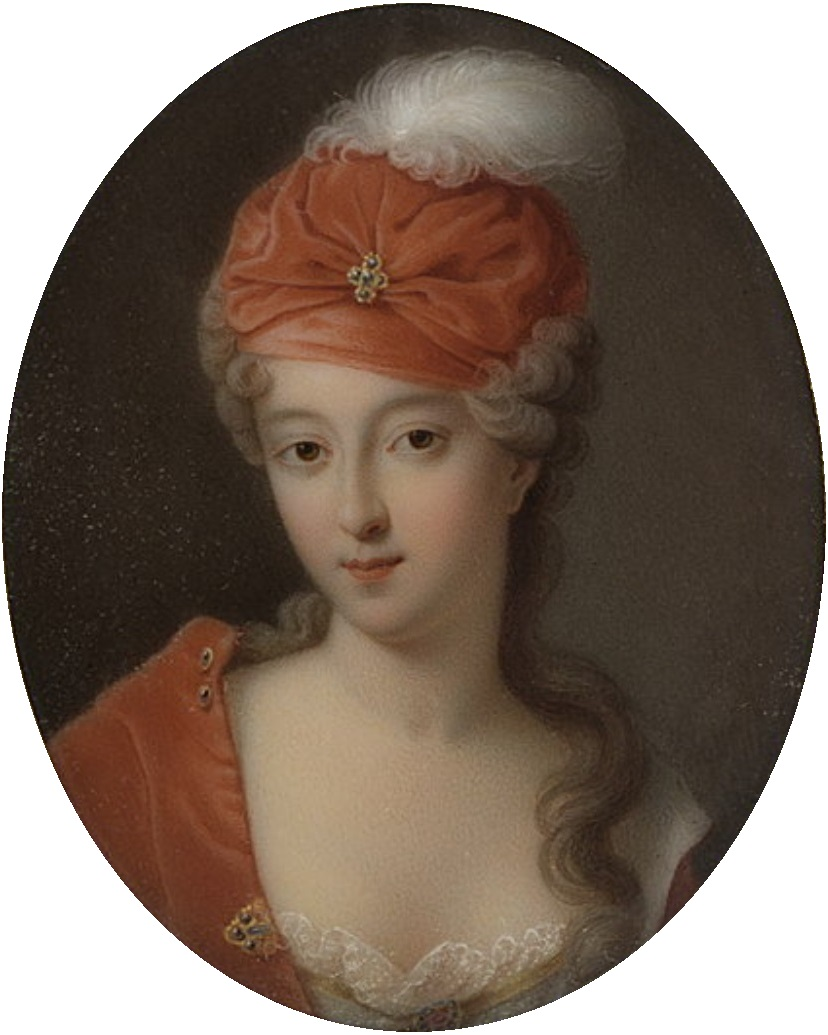
Françoise-Marie de Bourbon (1833). Louvre.

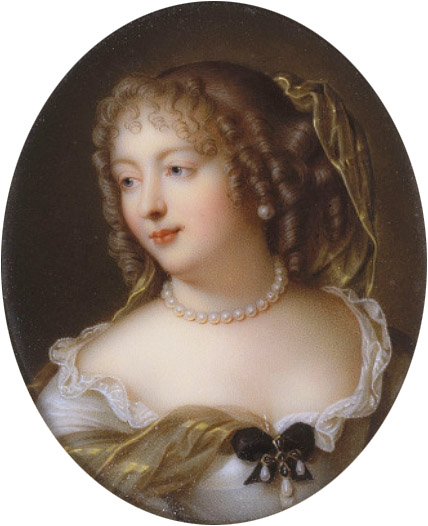
Marie de Rabutin-Chantal, Marquise de Sévigné, d'après Mignard (1820).

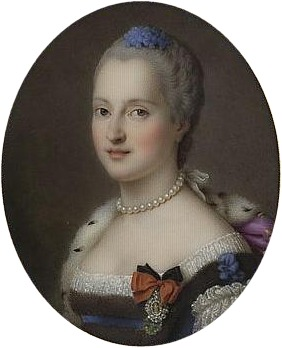
Marie-Josèphe de Saxe, d'après La Tour (1820). Louvre.

- Portrait de Louis-François Aubry, d'après un autoportrait d'Aubry, 1810 ; musée Wallace (Londres)[J 15]

1818
- Portrait de Henri IV, d'après F. Pourbus II, 1818[J 16]
- Portrait de Marie-Antoinette, d'après Vigée-Lebrun, 1818[J 2]
- Portrait d'Anne d'Autriche, d'après Mignard[n 9], 1818[J 17]

1819
- Portrait de François Ier, 1819[J 18], d'après Titien[43]
- Portrait de Louis XIV[J 19], d'après Rigaud, 1819. Miniature hors coffret de la tabatière de Louis XVIII[21]
- Portrait de Louis dauphin de France, deuxième fils de Louis XVI, 1819[J 20]
- Portrait de Louis dauphin de France, fils de Louis XV[J 21], d'après Roslin, 1819. Miniature hors coffret de la tabatière de Louis XVIII[44]
- Portrait de Madame la duchesse de Longueville, 1819[J 22]
- Portrait de Jeanne d'Albret, d'après J. Clouet, 1819[J 23]
- Portrait de Catherine Henriette d'Angennes, d'après Champaigne, 1819. Miniature hors coffret de la tabatière de Louis XVIII[45]

1820
- Portrait de Marie de Médicis, d'après F. Pourbus II, 1820[J 24]
- Portrait de Charles II d'Amboise, d'après Solario, 1820[J 25]
- Portrait de Marie Leczinska, reine de France[n 10], d'après Nattier, 1820[J 26]
- Portrait de Molière, d'après Mignard, 1820[J 27]. Miniature hors coffret de la tabatière de Louis XVIII[46]
- Portrait de Marie de Rabutin-Chantal, Marquise de Sévigné, d'après Mignard, 1820. Miniature hors coffret de la tabatière de Louis XVIII[n 11],[J 13].
- Portrait de Fénélon, d'après Vivien, 1820[J 28]

1821
- Portrait de Christine, reine de Suède, d'après Bourdon, 1821[J 29]
- Portrait d'Hortense Mancini, d'après Lefebvre, 1821[J 30]
- Portrait de Turenne, d'après Lefebvre, 1821[J 31]
- Portrait du Régent, duc d'Orléans, d'après Rigaud, 1821[J 32]

1822
- Portrait de Marie Thérèse, impératrice d'Autriche, 1822[J 33]

1823
- Portrait de Françoise d'Aubigné, marquise de Maintenon, 1823[J 34]
- Portrait de Frédéric II, roi de Prusse, 1823[J 35]

1826
- Portrait du général Foix, sur plaque de porcelaine ornant une pendule signée Lépine[41],[n 8]

1827
- Portrait de Catherine II, d'après Vigée-Lebrun, 1827[J 36]. Miniature hors coffret de la tabatière de Louis XVIII[47]

1828
- Portrait de Louis XIII, d'après Champaigne, 1828[J 37]
- Portrait de Louis XVI, d'après Duplessis, 1828[J 38]
- Portrait du cardinal de Richelieu, d'après Champaigne, 1828[J 39]
- Portrait de Jacques-Bénigne Bossuet, d'après Rigaud, 1828[J 40]
- Portrait du maréchal Maurice de Saxe, d'après Rigaud, 1828[J 41]

1829
- Portrait de Louis XV, d'après Van Loo, 1829[J 42]
- Portrait de Jean Racine, d'après Rigaud, 1829[J 43]

1833
- Portrait de Napoléon, d'après Girodet, 1833[J 1]
- Portrait de Pierre le Grand, d'après "un maître hollandais" (inconnu), 1833[J 44]
- Portrait dit de Diane de Poitiers, d'après le Primatice, 1833[J 45]

1834
- Portrait de Henri II, d'après F. Clouet, 1834[J 46]
- Portrait de Henri III, d'après F. Clouet, 1834[J 47]

1835
- Portrait d'Anne d'Autriche, d'après P.P. Rubens, 1835. Miniature hors coffret de la tabatière de Louis XVIII[48]
- Portrait de Philippe V, d'après Rigaud, 1835[J 48]
- Portrait de mademoiselle de Montpensier, d'après un portrait attribué à Netscher, 1835[J 49]
- Portrait de Henri d'Albret, roi de Navarre, père de Henri IV, 1835[J 50]
- Portrait de Henriette Marie de France, seconde fille de Henri IV, 1835[J 51]

Sans date
- Portrait d'Anne de Bretagne[J 52]
- Portrait de Madame la vicomtesse de Senonnes[n 12],[J 53]
- Portrait du grand Condé, d'après Rigaud[J 54]
- Portrait dit d'Anne Dacier (?[n 13]), d'après Troy probablement ou peut-être Piles[49], 1822[J 55]
- Portrait de Gabrielle d'Estrées, duchesse de Beaufort, d'après le Primatice. Miniature hors coffret de la tabatière de Louis XVIII[50]

Miniatures sur porcelaine, coll. du Louvre
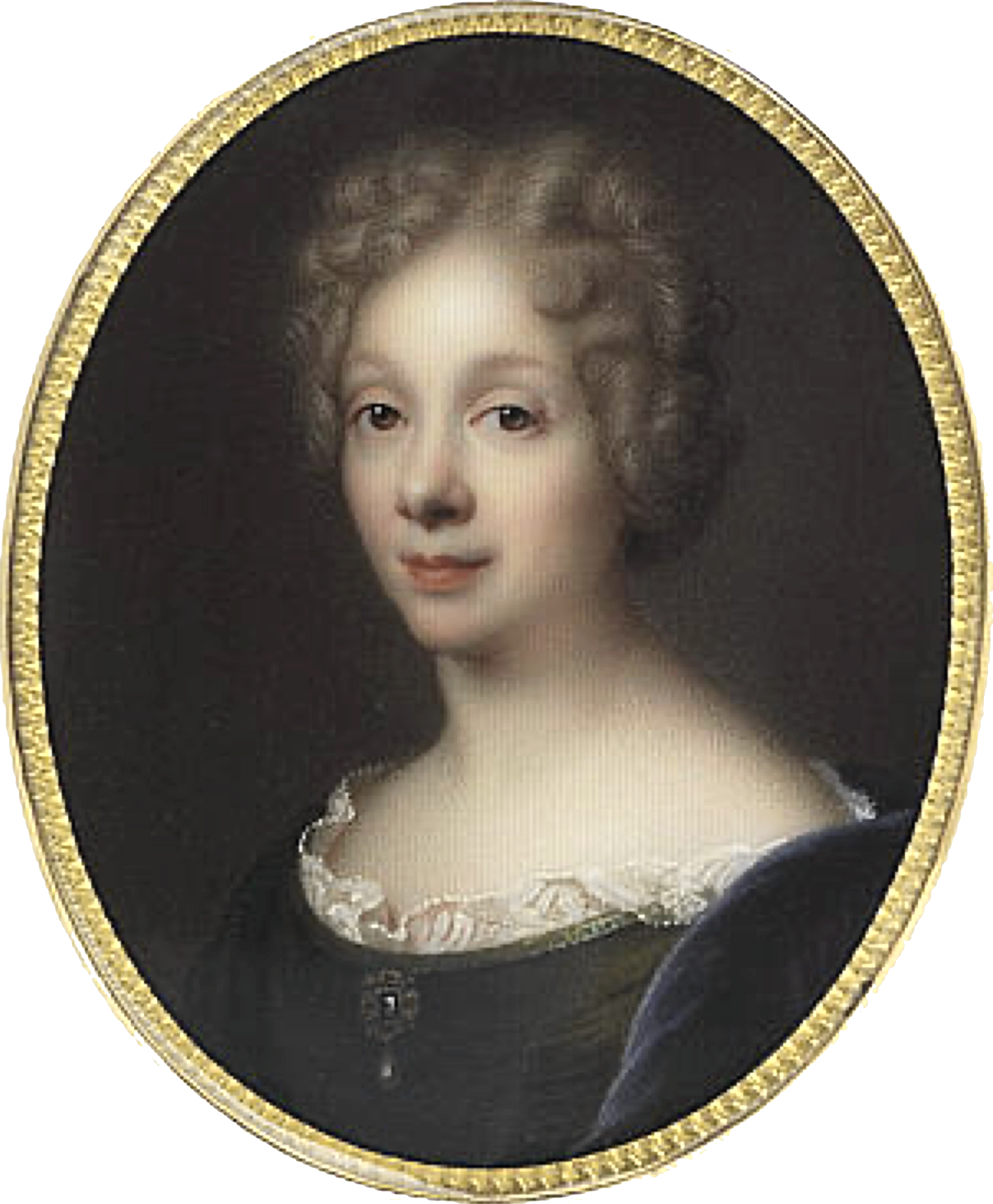
Anne Dacier (?[n 13]), d'après Piles ou Troy (?[n 13]) (1822)[J 55].
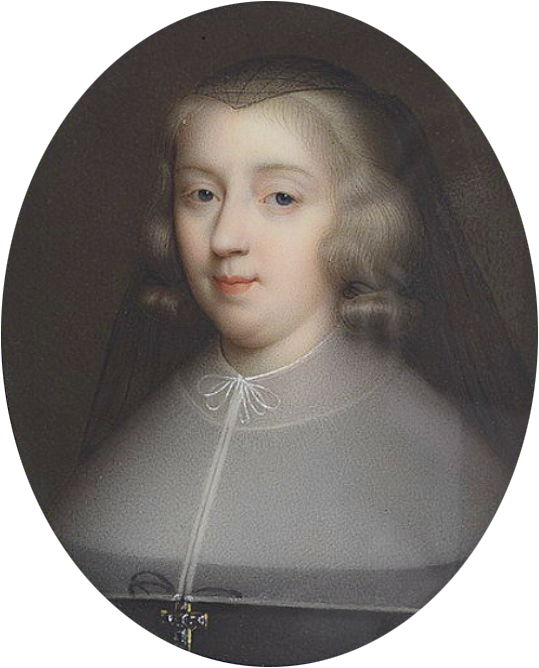
Catherine Henriette d'Angennes[45].
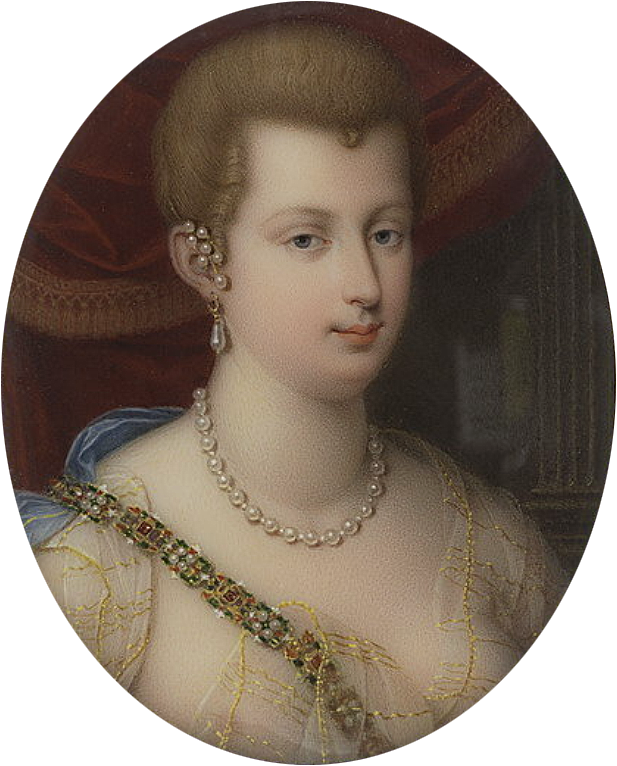
Gabrielle d'Estrées, duchesse de Beaufort[50].

## Distinctions
- 1808 : médaille d'or au Salon[13]
- 1816 selon Alcouffe, Dion-Tennenbaum & Ennès[16] ou 1817 selon Gabet[13] : Louis XVIII la nomme peintre du cabinet[16]
- 1827 : médaille équivalente[n 14] à la Croix d'honneur[51]
- 1828 : Charles X la nomme « Premier peintre sur porcelaine, du Roi et de la Manufacture de Sèvres »[4],[13]
- 1831 : mention honorable[n 15] au Salon[52],[16]